# Domingoa
Domingoa  (лат.) — род многолетних травянистых растений подтрибы Laeliinae трибы Epidendreae, подсемейства Эпидендровые, семейства Орхидные.
Аббревиатура родового названия — Dga.

## Виды
Список видов по данным The Plant List:
- Domingoa gemma (Rchb.f.) Van den Berg & Soto Arenas
- Domingoa haematochila (Rchb.f.) Carabia
- Domingoa nodosa (Cogn.) Schltr.
- Domingoa purpurea (Lindl.) Van den Berg & Soto Arenas
- Domingoa ×susiana Dod